# Eliminatórias da Copa do Mundo FIFA de 1994
Um total de 147 times se inscreveram para as Eliminatórias da Copa do Mundo FIFA de 1994, competindo por um total de 24 vagas na fase final. Os  Estados Unidos, como país-sede, e a  Alemanha, como defensores do título, se classificaram automaticamente, deixando 22 vagas.
As 24 vagas disponíveis na Copa do Mundo de 1994 seriam distribuídas entre as zonas continentais da seguinte maneira:
- Europa (UEFA): 13 vagas, 1 delas iria à Alemanha, que se classificou automaticamente, enquanto as outras 12 vagas foram disputadas por 38 times (incluindo Israel, agora filiado em definitivo à UEFA). 11 seleções ficaram de fora (Eslovênia, Croácia, Bósnia-Herzegovina, Macedônia não se inscreveram; a Iugoslávia estava suspensa devido à guerra em seu território; o Liechtenstein abriu mão de participar, e Ucrânia, Moldávia, Bielorrússia, Armênia, Geórgia e Azerbaijão tiveram sua inscrição negada pela FIFA).
- América do Sul (CONMEBOL): "3 vagas e meio", a última vaga seria disputada entre o quarto colocado da CONMEBOL e o vencedor da Oceania ou da CONCACAF. A única seleção ausente foi a do Chile, que estava suspenso de qualquer competição em decorrência do incidente envolvendo o goleiro Roberto Rojas, que chegou a ser banido pela FIFA (foi anistiado em 2001).
- América do Norte, América Central e Caribe (CONCACAF): 2.25 vagas, 1 delas iria aos Estados Unidos, que era o país-sede. A outra vaga seria disputada em uma repescagem entre um representante da CONCACAF e um representante da CONMEBOL ou da OFC. Cuba desistiu de participar.
- África (CAF): 3 vagas disputadas entre 40 times. 9 seleções não disputaram a fase eliminatória (Sudão, Malaui, São Tomé e Príncipe, Uganda, Mauritânia, Gâmbia, Serra Leoa, Burquina Fasso e Mali) e a Líbia foi suspensa após uma sanção da ONU.
- Ásia (AFC): 2 vagas, disputadas por 30 times. Myanmar foi a única seleção asiática que decidiu não se inscrever.
- Oceania (OFC): 0,5 vaga, disputada por sete times. O vencedor enfrentaria um representante da CONMEBOL. Samoa (então Samoa Ocidental) não participou.

Um total de 130 times jogaram pelo menos uma partida das Eliminatórias. Um total de 497 partidas foram disputadas com 1446 gols marcados (uma média de 2,91 por jogo).
Abaixo estão os países classificados nas eliminatórias e na repescagem.

## Classificados

### Europa
- Grupo 1: Itália e Suíça.
- Grupo 2: Noruega e Holanda.
- Grupo 3: Espanha e Irlanda.
- Grupo 4: Romênia e Bélgica.
- Grupo 5: Grécia e Rússia.
- Grupo 6: Suécia e Bulgária.
- Portugal, Inglaterra, Dinamarca, Tchecoslováquia e França não se classificaram. A Iugoslávia estava suspensa de competições internacionais em virtude da guerra, e não disputou as eliminatórias.

Itálico: A Tchecoslováquia se dissolveu em 1993, mas a equipe ainda disputava as eliminatórias. A seleção tcheco-eslovaca se dissolveu definitivamente no fim do torneio.

### América do Sul
- Grupo 1: Colômbia.
- Grupo 2: Brasil e Bolívia.
- Na repescagem: Argentina.

O Chile teve sua campanha anulada para as eliminatórias da Copa do Mundo de 1990, e foi banido de todas as atividades da FIFA até 1994, não conseguindo participar das eliminatórias para a Copa dos Estados Unidos em virtude de Roberto Rojas fingir que fora atingido por um sinalizador em 1989.

### Concacaf
- México (classificado).
- Canadá (perdeu na repescagem).

### África
- Grupo 1: Nigéria.
- Grupo 2: Marrocos.
- Grupo 3: Camarões.
- Costa do Marfim, Argélia, Zâmbia, Senegal, Zimbábue e Guiné eliminados na fase final.

### Ásia
- Coréia do Sul e Arábia Saudita (classificadas).

O Japão perdeu a vaga no final, e viu sauditas e sul-coreanos pegarem uma vaga certa para os nipônicos.

### Oceania
- Austrália (perdeu na repescagem).

## Curiosidades

### Tragédia no ar
Boa parte da seleção da Zâmbia morreu em um acidente de avião no Gabão, quando iam para um jogo qualificador contra o Senegal. O país tinha praticamente que construir uma nova equipe a partir do zero, mas esse novo time foi o adversário dos próprios zambianos, que não se classificaram para o mundial por um ponto. Kalusha Bwalya, que foi destaque da seleção nas Olimpíadas de 1988, foi o único sobrevivente, em virtude dele estar na Holanda a serviço de seu clube, o PSV Eindhoven, e não viajou para o Senegal.

### Gol mais rápido das Eliminatórias
Davide Gualtieri, de San Marino, marcou o gol mais rápido em uma eliminatória de copa: abriu o placar contra a poderosa Inglaterra depois de apenas 8,3 segundos, embora o English team ganhasse o jogo por 7 a 1. Apesar da goleada, a Inglaterra perdeu a vaga para a Holanda por dois pontos. O recorde de Gualtieri foi superado pelo belga Christian Benteke, na vitória de seu país por 6 a 0 sobre Gibraltar, em 2016 (7 segundos do primeiro tempo)

### Bulgária x França: heróis e vilões
Emil Kostadinov foi o herói da Bulgária no jogo contra a França nos últimos segundos do jogo, em novembro de 1993. A partida correu no Parc des Princes, em Paris. Os búlgaros já haviam se classificado para a fase final, e a Seleção da França foi fortemente criticada pela perda de uma vaga garantida. O principal alvo das críticas foi o meio-campista David Ginola, que deu o passe errado que originou o gol da classificação búlgara. Os Bleus, com mais dois jogos, ainda tiveram a oportunidade de superar Israel ou obter um ponto contra a Bulgária para garantir a sua qualificação, mas perdeu os dois jogos.

### Argentina na Repescagem
A Colômbia derrotou a Argentina por 5 a 0 em Buenos Aires na última partida das eliminatórias da América do Sul. Este resultado classificou a Colômbia diretamente para a Copa do Mundo, enquanto a Argentina foi forçada a jogar a Repescagem contra a Austrália, para se classificar.

### A controversa classificação da Espanha
Na ultima rodada das Eliminatórias, a campeã europeia Dinamarca perdeu por 1 a 0 para a Espanha, caindo do 1º ao 3º lugar e deixando de se qualificar. O gol da Espanha foi marcado de cabeça por Fernando Hierro, algo controverso, já que o meio-campista espanhol José Mari Bakero cometeu falta no goleiro dinamarquês Peter Schmeichel, que erroneamente pegou o cruzamento de um escanteio, mas não viu a bola. O árbitro, que erroneamente concedeu a Espanha o tiro de canto, não viu a falta e permitiu que o gol acontecesse. A Irlanda terminou em 2º lugar no grupo com os mesmos pontos e saldo de gols da Dinamarca, mas classificaram-se por terem marcado mais gols.

### Eliminatórias Europeias
Apenas 37 das equipes europeias disputaram as Eliminatórias: A Alemanha se classificou para a Copa do Mundo de 1994 como atuais campeões e o Liechtenstein desistiu antes do sorteio acontecer. Além disso, a Iugoslávia foi suspensa pela FIFA devido às sanções da ONU decorrentes das guerras iugoslavas, facilitando a classificação de Grécia e Rússia, pois a Iugoslávia fora sorteada no Grupo 5 junto com as mesmas antes de ser suspensa. Eslovênia, Croácia, Bósnia-Herzegovina e Macedônia também não se inscreveram.

### Participação das ex-repúblicas da URSS
Nenhuma das 15 ex-repúblicas que integravam a União Soviética (extinta em 1991) jogou as Eliminatórias da Copa de 1994, com exceção da Rússia (que herdou os resultados das seleções Soviética e da CEI, que participou apenas da Eurocopa de 1992) e das 3 repúblicas do Báltico (Estônia, Letônia e Lituânia).

### Festa grega
A Grécia se qualificou pela primeira vez para a Copa do Mundo ao derrotar a Rússia em seu último jogo em Atenas, diante de 70.000 espectadores. O jogo teve que parar por vinte minutos depois que Nikos Machlas marcou o gol da vitória, devido à fumaça grossa dos fogos de artifício.

### O drama do Japão em Doha
O Japão também tinha uma grande oportunidade de atuar em uma Copa pela primeira vez em sua história caso vencesse o Iraque em seu último jogo, o que faria a Coréia do Sul ser eliminada do Mundial. Entretanto, com um gol da equipe do Oriente Médio no último minuto, os Samurais Azuis perderam essa chance, colocando os sul-coreanos e a Arábia Saudita (então estreante em Copas) entre os classificados. No Japão, este episódio é chamado de "Agonia de Doha".

### Chile fora das Eliminatórias
Houve apenas nove participantes nas eliminatórias sul-americanas, pois o Chile não poderia participar da qualificação em virtude do incidente protagonizado pelo goleiro Roberto Rojas em 1989.